# Kanton Eaubonne
Kanton Eaubonne (fr. Canton d'Eaubonne) byl francouzský kanton v departementu Val-d'Oise v regionu Île-de-France. Tvořilo ho pouze město Eaubonne. Zrušen byl po reformě kantonů 2014.